# Michela Quattrociocche
Michela Quattrociocche (ur. 3 grudnia 1988 w Rzymie) – włoska aktorka filmowa.

## Życiorys
Po swoim debiucie aktorskim w filmie Wybacz, ale będę ci mówiła skarbie (2008), reżyserowanym przez Federico Moccia zyskała szerokie grono fanów i tym samym otworzyła sobie drogą do kariery aktorskiej. Kontynuując swoją pracę artystyczną zagrała m.in. w Christmas in Beverly Hills, Sharm El Sheik – Un’estate indimenticabile, Wybacz, ale chcę się z tobą ożenić, Una canzone per te.
Aktorka 18 kwietnia 2011 urodziła córkę Aurorę, natomiast 4 lipca 2012 wstąpiła w związek małżeński z włoskim piłkarzem Alberto Aquilani w Rzymie.

## Filmografia
- Wybacz, ale będę ci mówiła skarbie (Scusa ma ti chiamo amore, 2008) jako Niki
- Christmas in Beverly Hills (2009) jako Susanna
- Sharm El Sheik – Un’estate indimenticabile (2010) jako Martina Romano
- Wybacz, ale chcę się z tobą ożenić (Scusa ma ti voglio sposare, 2010) jako Niki
- Una canzone per te (2010) jako Silvia